# Viejo lobo chilote
Viejo lobo chilote, popularizada como El lobo chilote, es una popular canción de inspiración folclórica chilena escrita por Manuel Andrade Bórquez (1886-1953) con música de Porfirio Díaz, y que se constituye en uno de los temas centrales del repertorio musical de Chiloé. Es un vals de carácter melancólico grabado en 1943 por Díaz, con la interpretación de Jorge Abril, aunque posteriormente se popularizaría en la voz del folclorista Héctor Pavez, y su disco Héctor Pavez: Canto y guitarra. El Folklore de Chile Vol. XVI de 1967.